# Liste der Baudenkmäler im Wuppertaler Wohnquartier Zoo (A–J)
Die Liste der Baudenkmäler im Wuppertaler Wohnquartier Zoo (A–J) enthält die denkmalgeschützten Bauwerke auf dem Gebiet von Wuppertal-Zoo in Nordrhein-Westfalen (Stand: November 2011). Diese Baudenkmäler sind in der Denkmalliste der Stadt Wuppertal eingetragen; Grundlage für die Aufnahme ist das Denkmalschutzgesetz Nordrhein-Westfalen (DSchG NRW).

## Auszug aus der Denkmalliste

### Eingetragene Baudenkmäler
| Bild           | Bezeichnung                 | Lage                           | Beschreibung | Bauzeit                               | Eingetragen seit   | Denkmal- nummer |
| -------------- | --------------------------- | ------------------------------ | --- | ------------------------------------- | ------------------ | --------------- |
| weitere Bilder | Siedlung (Siedlung Heimat)  | Zoo (Siedlung Heimat)          | Zur Siedlung Heimat gehören Heimatplan 11-17, 12-16, Hindenburgstraße 29-31, 37, 53-61, 85-93, 101, 103, 114-118, Roeberstraße 1-11, 2, 4, 12-22, 16-22, Schwarzer Weg 245-251                    |                                       |                    | 0               |
| weitere Bilder | Villa                       | Zoo An der Waldau 26 Karte     | | 1877                                  | 28. Mai 1993       | 2965 Wikidata   |
| weitere Bilder | Chauffeurwartehäuschen      | Zoo An der Waldau 26 Karte     | Chauffeurwartehäuschen zur Villa An der Waldau 26 | 1914                                  | 24. März 1994      | 3328 Wikidata   |
| weitere Bilder | Villa                       | Zoo Annenstraße 9 Karte        | Villa Annenstraße 9 | 1902                                  | 18. Oktober 1994   | 3552 Wikidata   |
| weitere Bilder | Wohnhaus                    | Zoo Boettingerweg 33 Karte     | Pförtnerhaus ehem. Villa Boettinger | um 1900                               | 31. Januar 2001    | 4156 Wikidata   |
| weitere Bilder | Schulgebäude                | Zoo Donarstraße 2 Karte        | Städtische Grundschule Donarstraße | 1902 bis 1904                         | 15. Oktober 1993   | 3144 Wikidata   |
| weitere Bilder | Villa                       | Zoo Donarstraße 17 Karte       | | 1925                                  | 8. Juli 1993       | 3008 Wikidata   |
| weitere Bilder | Villa                       | Zoo Freyastraße 40 Karte       | Haus Mook | 1928                                  | 23. Juli 1997      | 4063 Wikidata   |
| weitere Bilder | Villa                       | Zoo Freyastraße 42 Karte       | | kurz nach 1900                        | 25. Juli 1984      | 64 Wikidata     |
| weitere Bilder | Remise                      | Zoo Freyastraße 44 Karte       | Remise zur Villa Freyastraße 42 | 1913                                  | 20. Mai 1999       | 4113 Wikidata   |
| weitere Bilder | Villa                       | Zoo Freyastraße 46 Karte       | | 1928                                  | 2. Juni 1999       | 4115 Wikidata   |
| weitere Bilder | Wohnhaus                    | Zoo Freyastraße 47 Karte       | | 1910                                  | 16. März 1995      | 3678 Wikidata   |
| weitere Bilder | Wohnhaus                    | Zoo Freyastraße 49 Karte       | | 1910                                  | 18. Oktober 1994   | 3547 Wikidata   |
| weitere Bilder | Wohnhaus                    | Zoo Freyastraße 51 Karte       | | 1910                                  | 9. April 1985      | 400 Wikidata    |
| weitere Bilder | Wohnhaus                    | Zoo Freyastraße 53 Karte       | | Anfang des 20. Jahrhunderts           | 14. Januar 1986    | 685 Wikidata    |
| weitere Bilder | Wohnhaus                    | Zoo Freyastraße 61 Karte       | eine D-Nummer mit Freyastraße 63 | 1912                                  | 19. September 1994 | 3526 Wikidata   |
| weitere Bilder | Wohnhaus                    | Zoo Freyastraße 63 Karte       | eine D-Nummer mit Freyastraße 61 | 1912                                  | 19. September 1994 | 3526 Wikidata   |
| weitere Bilder | Wohnhaus                    | Zoo Freyastraße 65 Karte       | | zwischen 1910 und 1912                | 1. Dezember 1994   | 3620 Wikidata   |
| weitere Bilder | Wohnhaus                    | Zoo Freyastraße 67 Karte       | | zwischen 1910 und 1912                | 30. Dezember 1994  | 3636 Wikidata   |
| weitere Bilder | Wohnhaus                    | Zoo Freyastraße 71 Karte       | | um 1910                               | 22. April 1985     | 411 Wikidata    |
| weitere Bilder | Wohnhaus                    | Zoo Freyastraße 75 Karte       | | ersten Jahrzehnt des 20. Jahrhunderts | 11. Februar 1987   | 968 Wikidata    |
| weitere Bilder | Wohnhaus                    | Zoo Freyastraße 77 Karte       | | 1902/1903                             | 14. September 1994 | 3525 Wikidata   |
| weitere Bilder | Wohnhaus                    | Zoo Freyastraße 79 Karte       | | 1902/1903                             | 19. September 1994 | 3527 Wikidata   |
| weitere Bilder | Villa                       | Zoo Freyastraße 81 Karte       | | 1922                                  | 28. November 1994  | 3606 Wikidata   |
| weitere Bilder | Siedlungshaus               | Zoo Heimatplan 11 Karte        | Bestandteil der Siedlung Heimatplan | um 1930                               | 21. August 1984    | 87 Wikidata     |
| weitere Bilder | Siedlungshaus               | Zoo Heimatplan 12 Karte        | Bestandteil der Siedlung Heimatplan | um 1930                               | 21. August 1984    | 88 Wikidata     |
| weitere Bilder | Siedlungshaus               | Zoo Heimatplan 13 Karte        | Bestandteil der Siedlung Heimatplan | um 1930                               | 21. August 1984    | 89 Wikidata     |
| weitere Bilder | Siedlungshaus               | Zoo Heimatplan 14 Karte        | Bestandteil der Siedlung Heimatplan | um 1930                               | 21. August 1984    | 90 Wikidata     |
| weitere Bilder | Siedlungshaus               | Zoo Heimatplan 15 Karte        | Bestandteil der Siedlung Heimatplan | um 1930                               | 21. August 1984    | 91 Wikidata     |
| weitere Bilder | Siedlungshaus               | Zoo Heimatplan 16 Karte        | Bestandteil der Siedlung Heimatplan | um 1930                               | 21. August 1984    | 92 Wikidata     |
| weitere Bilder | Siedlungshaus               | Zoo Heimatplan 17 Karte        | Bestandteil der Siedlung Heimatplan | um 1930                               | 21. August 1984    | 93 Wikidata     |
| weitere Bilder | Villa                       | Zoo Herthastraße 2 Karte       | Haus Grüneck | von 1894 bis 1895                     | 14. Dezember 1984  | 237 Wikidata    |
| weitere Bilder | Villa                       | Zoo Herthastraße 3 Karte       | | 1906                                  | 30. Oktober 1987   | 1174 Wikidata   |
| weitere Bilder | Villa                       | Zoo Herthastraße 12 Karte      | | zwischen 1910 und 1912                | 13. Februar 1995   | 3665 Wikidata   |
| weitere Bilder | Siedlungshaus               | Zoo Hindenburgstraße 29 Karte  | Bestandteil der Siedlung Heimatplan, eine D-Nummer mit Hindenburgstraße 31, 33 | um 1930                               | 21. August 1984    | 94 Wikidata     |
| weitere Bilder | Siedlungshaus               | Zoo Hindenburgstraße 31 Karte  | Bestandteil der Siedlung Heimatplan, eine D-Nummer mit Hindenburgstraße 29, 33 | um 1930                               | 21. August 1984    | 94 Wikidata     |
| weitere Bilder | Siedlungshaus               | Zoo Hindenburgstraße 33 Karte  | Bestandteil der Siedlung Heimatplan, eine D-Nummer mit Hindenburgstraße 29, 31 | um 1930                               | 21. August 1984    | 94 Wikidata     |
| weitere Bilder | Siedlungshaus               | Zoo Hindenburgstraße 37 Karte  | Bestandteil der Siedlung Heimatplan | um 1930                               | 21. August 1984    | 95 Wikidata     |
| weitere Bilder | Siedlungshaus               | Zoo Hindenburgstraße 53 Karte  | Bestandteil der Siedlung Heimatplan | um 1930                               | 21. August 1984    | 96 Wikidata     |
| weitere Bilder | Siedlungshaus               | Zoo Hindenburgstraße 55 Karte  | Bestandteil der Siedlung Heimatplan, eine D-Nummer mit Hindenburgstraße 57 | um 1930                               | 21. August 1984    | 97 Wikidata     |
| weitere Bilder | Siedlungshaus               | Zoo Hindenburgstraße 57 Karte  | Bestandteil der Siedlung Heimatplan, eine D-Nummer mit Hindenburgstraße 55 | um 1930                               | 21. August 1984    | 97 Wikidata     |
| weitere Bilder | Siedlungshaus               | Zoo Hindenburgstraße 59 Karte  | Bestandteil der Siedlung Heimatplan, eine D-Nummer mit Hindenburgstraße 61 | um 1930                               | 21. August 1984    | 98 Wikidata     |
| weitere Bilder | Siedlungshaus               | Zoo Hindenburgstraße 61 Karte  | Bestandteil der Siedlung Heimatplan, eine D-Nummer mit Hindenburgstraße 59 | um 1930                               | 21. August 1984    | 98 Wikidata     |
| weitere Bilder | Siedlungshaus               | Zoo Hindenburgstraße 85 Karte  | Bestandteil der Siedlung Heimatplan, eine D-Nummer mit Hindenburgstraße 87 | um 1930                               | 21. August 1984    | 99 Wikidata     |
| weitere Bilder | Siedlungshaus               | Zoo Hindenburgstraße 87 Karte  | Bestandteil der Siedlung Heimatplan, eine D-Nummer mit Hindenburgstraße 85 | um 1930                               | 21. August 1984    | 99 Wikidata     |
| weitere Bilder | Remise                      | Zoo Hindenburgstraße 88 Karte  | Remise der Villa Hindenburgstraße 90 | 1927                                  | 1. Dezember 1998   | 4106 Wikidata   |
| weitere Bilder | Siedlungshaus               | Zoo Hindenburgstraße 89 Karte  | Bestandteil der Siedlung Heimatplan | um 1930                               | 21. August 1984    | 100 Wikidata    |
| weitere Bilder | Villa                       | Zoo Hindenburgstraße 90 Karte  | | um 1927                               | 27. Oktober 1993   | 3152 Wikidata   |
| weitere Bilder | Siedlungshaus               | Zoo Hindenburgstraße 91 Karte  | Bestandteil der Siedlung Heimatplan, eine D-Nummer mit Hindenburgstraße 93 | um 1930                               | 21. August 1984    | 101 Wikidata    |
| weitere Bilder | Siedlungshaus               | Zoo Hindenburgstraße 93 Karte  | Bestandteil der Siedlung Heimatplan, eine D-Nummer mit Hindenburgstraße 91 | um 1930                               | 21. August 1984    | 101 Wikidata    |
| weitere Bilder | Siedlungshaus               | Zoo Hindenburgstraße 101 Karte | Bestandteil der Siedlung Heimatplan, eine D-Nummer mit Hindenburgstraße 103 | um 1930                               | 21. August 1984    | 102 Wikidata    |
| weitere Bilder | Siedlungshaus               | Zoo Hindenburgstraße 103 Karte | Bestandteil der Siedlung Heimatplan, eine D-Nummer mit Hindenburgstraße 101 | um 1930                               | 21. August 1984    | 102 Wikidata    |
| weitere Bilder | Siedlungshaus               | Zoo Hindenburgstraße 114 Karte | Bestandteil der Siedlung Heimatplan, eine D-Nummer mit Hindenburgstraße 116, 118 | um 1930                               | 21. August 1984    | 103 Wikidata    |
| weitere Bilder | Siedlungshaus               | Zoo Hindenburgstraße 116 Karte | Bestandteil der Siedlung Heimatplan, eine D-Nummer mit Hindenburgstraße 114, 118 | um 1930                               | 21. August 1984    | 103 Wikidata    |
| weitere Bilder | Siedlungshaus               | Zoo Hindenburgstraße 118 Karte | Bestandteil der Siedlung Heimatplan, eine D-Nummer mit Hindenburgstraße 114, 116 | um 1930                               | 21. August 1984    | 103 Wikidata    |
| weitere Bilder | Stadion                     | Zoo Hubertusallee 4 Karte      | Das Baudenkmal Stadion am Zoo umfasst das gesamte Areal mit der Stadionarena, Radrennbahn, Tribünen und Erdwällen, dem Vorplatz mit Kassenhäuschen und Gaststätte, der Turnhalle mit Fußballplatz | 1924                                  | 29. Juni 1989      | 1619 Wikidata   |
| weitere Bilder | Tribünen-Schildwand         | Zoo Hubertusallee 4 Karte      | Tribünen-Schildwand des Stadion am Zoo | 1924                                  | 29. Juni 1989      | 1619 Wikidata   |
| weitere Bilder | Gaststätte                  | Zoo Hubertusallee 4 Karte      | Stadion-Gaststätte des Stadion am Zoo | 1924                                  | 29. Juni 1989      | 1619 Wikidata   |
| weitere Bilder | Kassenhäuschen und Vorplatz | Zoo Hubertusallee 4 Karte      | Kassenhäuschen und Vorplatz des Stadion am Zoo |                                       | 29. Juni 1989      | 1619 Wikidata   |
| weitere Bilder | Turnhalle mit Fußballplatz  | Zoo Hubertusallee 4 Karte      | Stadion-Turnhalle des Stadion am Zoo | 1928/1929                             | 29. Juni 1989      | 1619 Wikidata   |
| weitere Bilder | Stadionarena                | Zoo Hubertusallee 4 Karte      | Stadionarena des Stadion am Zoo | 1924                                  | 29. Juni 1989      | 1619 Wikidata   |
| weitere Bilder | Doppelwohnhaus/Villa        | Zoo Hubertusallee 7 Karte      | eine D-Nummer mit Hubertusallee 9 | 1902/03                               | 18. Oktober 1994   | 3550 Wikidata   |
| weitere Bilder | Doppelwohnhaus/Villa        | Zoo Hubertusallee 9 Karte      | eine D-Nummer mit Hubertusallee 7 | 1902/03                               | 18. Oktober 1994   | 3550 Wikidata   |
| weitere Bilder | Doppelwohnhaus/Villa        | Zoo Hubertusallee 15 Karte     | eine D-Nummer mit Hubertusallee 17, Eintragungsdatum dort 12. September 1989 | 1910                                  | 13. November 1986  | 911 Wikidata    |
| weitere Bilder | Doppelwohnhaus/Villa        | Zoo Hubertusallee 17 Karte     | eine D-Nummer mit Hubertusallee 15, Eintragungsdatum dort 13. November 1986 | 1910                                  | 12. September 1989 | 911 Wikidata    |
| weitere Bilder | Villa                       | Zoo Hubertusallee 16 Karte     | Villa Wittenstein | 1909                                  | 20. März 1989      | 1551 Wikidata   |
| weitere Bilder | Villa                       | Zoo Hubertusallee 18 Karte     | Villa Eisfeller | 1914                                  | 20. März 1989      | 1552 Wikidata   |
| weitere Bilder | Villa                       | Zoo Hubertusallee 23 Karte     | | 1911                                  | 8. Januar 1988     | 1262 Wikidata   |
| weitere Bilder | Zoogebäude, Gaststätte      | Zoo Hubertusallee 30 Karte     | Zoo-Gaststättengebäude | 1881                                  | 22. Juli 1992      | 2336 Wikidata   |
| weitere Bilder | Musikpavillon               | Zoo Hubertusallee 30 Karte     | Musikmuschel im Zoo Wuppertal | 1956/57                               | 18. Oktober 2000   | 788 Wikidata    |
| weitere Bilder | Zoogebäude                  | Zoo Hubertusallee 30 Karte     | ehem. Elefantenhaus im Zoo Wuppertal | 1926                                  | 31. Januar 2001    | 4129 Wikidata   |
| weitere Bilder | Zoogebäude                  | Zoo Hubertusallee 30 Karte     | Hirschhaus im Zoo Wuppertal | 1926                                  | 31. Januar 2001    | 4157 Wikidata   |
| weitere Bilder | Wohnhaus                    | Zoo Hubertusallee 30 a Karte   | | erste Hälfte des 19. Jahrhunderts     | 23. August 1993    | 3069            |
| weitere Bilder | Villa                       | Zoo Jaegerstraße 2 Karte       | | 1912                                  | 7. Januar 1988     | 1260 Wikidata   |
| weitere Bilder | Doppelwohnhaus/Villa        | Zoo Jaegerstraße 3 Karte       | eine D-Nummer mit Jaegerstraße 5 | kurz vor 1900                         | 16. September 1988 | 1458 Wikidata   |
| weitere Bilder | Doppelwohnhaus/Villa        | Zoo Jaegerstraße 4 Karte       | Doppelhaus mit Jaegerstraße 6 | 1902                                  | 1. Juli 1985       | 526 Wikidata    |
| weitere Bilder | Doppelwohnhaus/Villa        | Zoo Jaegerstraße 5 Karte       | eine D-Nummer mit Jaegerstraße 3 | kurz vor 1900                         | 16. September 1988 | 1458 Wikidata   |
| weitere Bilder | Doppelwohnhaus/Villa        | Zoo Jaegerstraße 6 Karte       | Doppelhaus mit Jaegerstraße 4 | 1902                                  | 2. September 1985  | 571 Wikidata    |
| weitere Bilder | Villa                       | Zoo Jaegerstraße 7 Karte       | eine D-Nummer mit Walkürenallee 10 | 1906                                  | 29. Januar 1993    | 2727 Wikidata   |
| weitere Bilder | Villa                       | Zoo Jaegerstraße 8 Karte       | | 1910                                  | 2. Juli 1985       | 527 Wikidata    |
| weitere Bilder | Villa                       | Zoo Jaegerstraße 9 Karte       | | 1893/94                               | 31. August 1988    | 1444 Wikidata   |
| weitere Bilder | Villa                       | Zoo Jaegerstraße 10 Karte      | | 1903                                  | 14. April 1992     | 2170 Wikidata   |
| weitere Bilder | Villa                       | Zoo Jaegerstraße 11 Karte      | | 1893/94                               | 10. Dezember 1992  | 2601 Wikidata   |
| weitere Bilder | Villa                       | Zoo Jaegerstraße 12 Karte      | | 1906                                  | 3. Dezember 1992   | 2586 Wikidata   |
| weitere Bilder | Doppelwohnhaus/Villa        | Zoo Jaegerstraße 16 Karte      | eine D-Nummer mit Jaegerstraße 18 | um 1900                               | 10. März 1986      | 734 Wikidata    |
| weitere Bilder | Doppelwohnhaus/Villa        | Zoo Jaegerstraße 18 Karte      | eine D-Nummer mit Jaegerstraße 16 | um 1900                               | 10. März 1986      | 734 Wikidata    |

### Baudenkmäler in Bearbeitung
Folgende Objekte werden noch geprüft oder deren Status ist in der Denkmalliste nicht klar ersichtlich.
| Bild           | Bezeichnung | Lage              | Beschreibung                                                                                         | Bauzeit | Eingetragen seit | Denkmal- nummer |
| -------------- | ----------- | ----------------- | --- | ------- | ---------------- | --------------- |
| weitere Bilder | Brücke      | Zoo Hubertusallee | Alte Zoobrücke, klassifiziert als Denkmal (ohne Denkmalnummer).                                      |         |                  | 0 Wikidata      |
| weitere Bilder | Straßenzug  | Zoo Hubertusallee | Straßenraum geschützt im Denkmalbereich Zoo-Viertel, klassifiziert als Denkmal (ohne Denkmalnummer). |         |                  | 0 Wikidata      |